# Charles Augustus Briggs
Charles Augustus Briggs (15 janvier 1841 - 8 juin 1913), est un érudit et théologien presbytérien américain (et plus tard épiscopalien). Il est excommunié de l'Église presbytérienne pour hérésie en raison de sa théologie libérale concernant la Bible .

## Jeunesse
Briggs est né à New York, fils d'Alanson Briggs et de Sarah Mead Berrian et fait ses études à l'Université de Virginie (1857–1860); diplômé de l'Union Theological Seminary en 1863; et, après la guerre civile américaine au cours de laquelle il sert dans le 7e régiment de la milice de New York, poursuit ses études à l'Université de Berlin de 1866 à 1869. En 1870, il est nommé pasteur de la First Presbyterian Church de Roselle, New Jersey qu'il occupe jusqu'en 1874, date à laquelle il accepte la chaire d'hébreu et de langues apparentées à l'Union Theological Seminary dans laquelle il enseigne jusqu'en 1891, et de théologie biblique de 1891 à 1904, après quoi il devient leur professeur d'encyclopédie théologique et de symbolique. À l'Union Theological Seminary, il est également bibliothécaire en chef de la Burke Library . De 1880 à 1890, il est rédacteur en chef de la Presbyterian Review .

## Procès d'hérésie
En 1892, Briggs est jugé pour hérésie par le conseil presbytéral de New York, dont James McCook, et acquitté. Les accusations sont fondées sur son discours inaugural de l'année précédente. En bref, ils sont les suivants :
- qu'il a enseigné que la raison et l'Église sont toutes deux une source d'autorité divine, qui, en dehors de l'Écriture Sainte, n'éclaire salvatricement les hommes
- que des erreurs peuvent avoir existé dans le texte original de la Sainte Écriture
- que les prédictions de l'Ancien Testament ont été renversées par l'histoire et que le grand corps de la prédiction messianique n'a pas et ne peut pas être accompli
- que Moïse n'est pas l'auteur du Pentateuque et qu'Isaïe n'est pas l'auteur de la seconde moitié du livre qui porte son nom
- que les processus de rédemption s'étendent au monde à venir (il avait considéré comme un défaut de la théologie protestante qu'elle limite la rédemption à ce monde et que la sanctification ne soit pas complète à la mort).

Après de nombreuses postures, manœuvres et recherches de publicité de la part de Briggs, l'Assemblée générale de l'Église presbytérienne, à laquelle l'affaire est portée en appel, défroque et excommunie Briggs de l'Église presbytérienne en 1893 à Washington, DC. Certains  soutiennent que la conclusion d'hérésie de l'Assemblée générale est influencée, en partie, par la manière belliqueuse et le ton militant de Briggs et par ce que ses propres collègues de l'Union Theological Seminary ont appelé la nature dogmatique et irritante de son discours inaugural .
Après sa condamnation par les presbytériens, il se tourne vers l'épiscopalisme  et est ordonné prêtre de l'Église épiscopalienne des États-Unis en 1899. Il reçoit le diplôme honorifique de DD de l'Université d'Édimbourg (1884) et de l'Université de Glasgow (1901) et celui de D.Litt, de l'Université d'Oxford (1901). Avec Francis Brown et Samuel Rolles Driver, il prépare un lexique hébreu et anglais révisé (1891-1905, communément appelé Brown-Driver-Briggs ou BDB) basé sur le lexique de Wilhelm Gesenius et, avec Driver, édite la série The International Critical Commentary.

## Œuvres
Ses publications :
- Étude biblique: ses principes, ses méthodes et son histoire (1883)
- Poèmes hébreux de la création (1884)
- Presbytérianisme américain: son origine et ses débuts (1885) [4]
- Prophétie messianique (1886) [4]
- Où? Une question théologique pour le temps (1889)
- L'autorité de la Sainte Ecriture (1891)
- La Bible, l'Église et la raison (1892)
- La critique supérieure de l'Hexateuque (1893)
- Le Messie des Evangiles (1894)
- Le Messie des Apôtres (1894)
- Introduction générale à l'étude de l'Ecriture Sainte (1899)
- Nouvel éclairage sur la vie de Jésus (1904)
- L'enseignement éthique de Jésus (1904) [8]
- A Critical and Exegetical Commentary on the Book of Psalms (2 vol., 1906–7), dans lequel il était assisté de sa fille
- La naissance virginale de Notre-Seigneur (1909)
- Symbolique théologique (1914, posthume)